# Margarida Farnésio
Margarida Farnésio (em italiano: Margherita Farnese; Parma, 7 de novembro de 1567 – Placência, 13 de abril de 1643), era filha de Alexandre Farnésio, Duque de Parma e Placência, e da infanta Maria de Portugal.

## Biografia
Tinha o mesmo nome da sua avó paterna Margarida de Parma, uma filha natural do imperador Carlos V. Pelo lado da mãe, era neta do infante D. Duarte, Duque de Guimarães e sobrinha-neta da imperatriz Isabel de Portugal.
Casou em Placência, a 2 de março de 1581 com Vicente I Gonzaga, futuro duque de Mântua e de Monferrato, filho de Guilherme Gonzaga e de Leonor de Áustria. O objetivo político do matrimónio era o de criar uma aliança anti-florentina entre os Gonzaga e os Farnésio. Este matrimónio permitiu superar a velha rivalidade entre as duas famílias com origens na conjura organizada em 1547 por Ferrante I Gonzaga contra Pedro Luís Farnésio, o primeiro duque de Parma.
Os esposos entraram solenemente em Mântua em 30 de abril de 1581.
Por causa de uma má formação física, Margarida não pode consumar o casamento, pelo que este foi anulado em 26 de maio de 1583.
Margarida foi acompanhada de volta a Parma pelo irmão, Rainúncio I Farnésio um ano após o matrimónio  ficando retirada no mosteiro beneditino de San Paolo, em Parma com o nome de sôror Maura Lucenia. Por fim, foi abadessa da Igreja de Sant'Alessandro de Parma.
Vicente voltou a casar em 1584 com Leonor de Médici, de quem teve descendência.

## Cultura - ficção
A experiência nupcial de Margarida inspirou o filme de 1966 Una vergine per il principe, de Pasquale Festa Campanile, com os atores Vittorio Gassman, Virna Lisi e Anna Maria Guarnieri, no papel de Margarida Farnésio..